# 강변 살자
《강변 살자》는 1970년 3월 14일부터 1970년 5월 30일까지 방영된 MBC 일일연속극이다.

## 등장 인물
- 최무룡 : 김상민 역
- 김혜자
- 장민호
- 김금자
- 최불암
- 송재호
- 윤여정